# Шиванда
Шива́нда — бальнеологический курорт на юго-западе Шилкинского района Забайкальского края. Село расположено в долине реки Шилка в 6 километрах к северо-западу от посёлка Первомайский, в 205 километрах от Читы. Первые курортные постройки были возведены в 1899 году, источники были обследованы и описаны в 1923 году.

## Минеральные воды
Воды в санатории Шиванды применяются для ванн, душа, промываний и питьевого лечения при заболеваниях органов пищеварения и дыхания.
- Северный участок — углекислые гидрокарбонатные натриево-магниево-кальциевые, слабоминерализованные, холодные. Подходят для наружного применения и ванн. Ввиду низкой минерализации (до 2 г/л) пригодны для внутреннего применения только в качестве столовых.
- Южный участок — углекислые гидрокарбонатные натриево-магниево-кальциевые, кремнистые, железистые, маломинерализованные, холодные. Могут использоваться в качестве питьевых лечебно-столовых.

## Население
| 2010 | 2021 |
| ---- | ---- |
| 106  | ↘99  |